# U.S. Post Office Granville

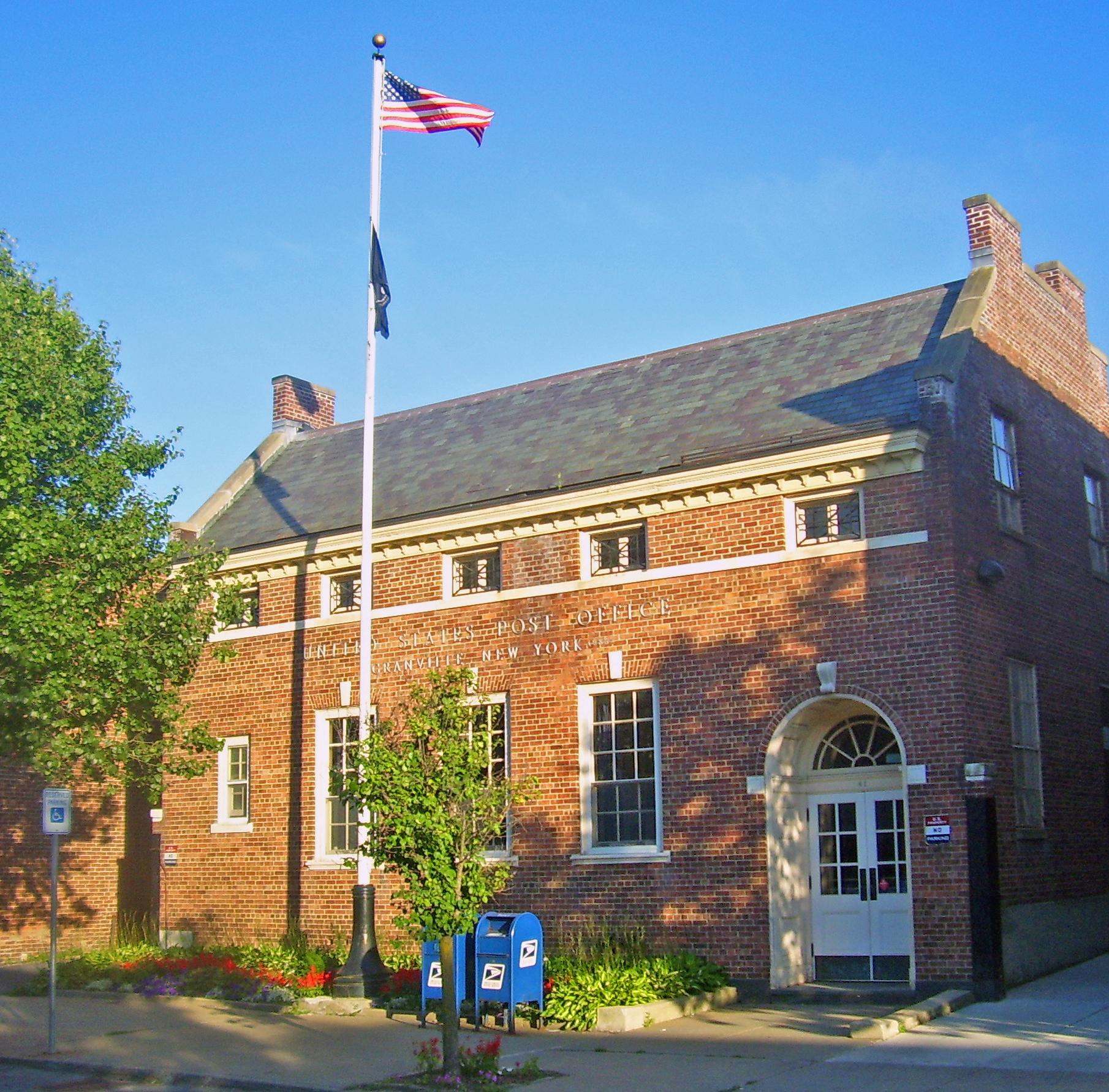
Ansicht auf Nord- und Westseite (2008)

Das U.S. Post Office ist die örtliche Filiale des U.S. Postal Service in Granville, New York. Es befindet sich im Zentrum des Ortes an der Main Street (NY 149). Das Backsteingebäude dient dem ZIP Code 12832, der das Village und die angrenzenden Gebiete in der Town of Granville umfasst.
Es wurde Mitte der 1930er Jahre gebaut und war eine Arbeitsbeschaffungsmaßnahme, um die Folgen der Weltwirtschaftskrise zu lindern. Wie bei einer Reihe weiterer Postämter in Kleinstädten aus dieser Zeit, die von Louis A. Simon entworfen wurden, wurde es im Baustil des Colonial Revival gestaltet. Von anderen Postämtern in diesem Stil im Bundesstaat New York unterscheidet es sich durch die hochgezogene Brüstung am Giebel – dieses Merkmal findet sich nur bei zwei weiteren Postämtern im Bundesstaat – sowie durch die asymmetrische Anordnung der Frontfassade, was zu jener Zeit sehr ungewöhnlich für ein Postamt dieser Größe war. Es wurde 1989 als erstes (und 2009 noch einziges) Gebäude Granvilles in das National Register of Historic Places aufgenommen.

## Bauwerk
Das Postamt steht auf einer kleinen Parzelle an der Südseite der Main Street. Die Nachbarschaft besteht vollständig aus zweistöckigen Gewerbebaute. Zwischen dem Postamt und dem östlichen Nachbargebäude besteht ein kleiner Durchgang, und eine Einfahrt führt westlich des Postamts zu dem kleinen Parkplatz hinter dem Gebäude. Das Postamt ist von der Straße etwas weiter zurückversetzt als die benachbarten Gebäude, sodass Pflanzen und ein Flaggenmast Platz finden.
Das Bauwerk umfasst fünf auf sechs Joche und hat eineinhalb Stockwerke. Es ist ein Stahlskelettbau auf einem erhöhten Sockel aus Schiefer an der Vorderseite sowie aus Kunststeinen an den Seiten und der rückwärtigen Fassade. Darüber ist die Fassade aus Backsteinen im Läuferverband ausgeführt. Das Satteldach ist schiefergedeckt, die Giebel werden von einer steinernen Mauerkrone gedeckt, hochgemauerte Backsteine auf der Brüstung der Giebel täuschen nichtvorhandene Kamine vor. Der rückwärtige Flügel hat vier Joche und ein Flachdach, unter dem sich eine Laderampe befindet.
Die Nordfassade hat einen zurückversetzten Eingang in einem Torbogen, der asymmetrisch im westlichsten Joch angeordnet ist. Er ist mit einem Schlussstein und Kämpfersteinen aus Marmor verziert. Der Toreingang selbst liegt auf einer Höhe mit dem Gehweg und hat eine Kassettendecke. Licht wird durch Oberlichte eingelassen.
Das Fenster im östlichsten Joch ist kleiner als die drei mittleren Fenster. Die Fensterstürze sind aus Backsteinen gemauert, Schlusssteine und Fensterbänke sind aus Marmor. Darüber befindet sich die Inschrift „UNITED STATES POST OFFICE“ und darunter etwas kleiner „GRANVILLE, NEW YORK“. Eine Leiste aus Marmor setzt den unteren Teil der Fassade optisch ab zu den kleinen, vergitterten Fenstern auf dem Niveau des Mezzanins. Über diesen Fenstern wiederum befindet sich das auf Kragsteinen sitzende Dachgesims.
Der Eingang öffnet sich zu einem Vestibül, dessen Stufen zu einer weiteren Doppel-Holztüre und der dahinterliegenden Schalterhalle führen. Diese verläuft lotrecht zum Haupteingang. Der Fußboden ist mit Steinfliesen belegt, die Lambris ist bis in die Höhe der Schalter entsprechend ausgeführt. Die Decke ist vergipst und hat ausgeformte Deckenleisten. Die Schaltermöbel aus Holz und das Informationsbrett sind ursprünglich.

## Geschichte
Das erste Postamt in Granville wurde 1797 eröffnet, nachdem das Village an der Grenze von New York zu Vermont besiedelt wurde. Wie viele andere Postämter in kleineren Städten befand es sich im 19. Jahrhundert und zu Beginn des 20. Jahrhunderts in gemieteten Räumen anderer Gebäude.
Der Kongress der Vereinigten Staaten genehmigt 1931 den Bau von 136 neuen Postämtern in New York, um die direkten Folgen der Weltwirtschaftskrise zu lindern. Unter diesen genehmigten Neubauten war auch das Postamt in Granville. Es entstand jedoch erst ab 1935, als es eine Reihe von Läden ersetzte, die sich zuvor auf dem Grundstück befunden hatten. Ein Bauunternehmer aus Maryland errichtete den Bau zu Kosten von 75.000 US-Dollar (inflationsbereinigt 1.481.000 US-Dollar). Es wurde im Jahr darauf fertiggestellt und eröffnet.
Louis A. Simon, der damalige Chefarchitekt des United States Department of the Treasury, entwarf das Gebäude im Stil des Colonial Revival, was seit Beginn des 20. Jahrhunderts Standard für Postämter in kleineren Orten war. In Granville wendete Simon den Stil in einer unüblich verzierten und atypischen Weise an. Neben den Merkmalen wie Eingangstorbogen und Gesims findet sich die hochgezogene Brüstung nur bei zwei weiteren Postämtern in dem Bundesstaat, in Dobbs Ferry im Süden des Bundesstaates und in Hudson Falls ganz in der Nähe. Zwar nutzten Simon und andere Architekten des Treasury Departments asymmetrische Fassaden manchmal an kleineren Bauwerken mit nur drei Jochen, wie etwa in Whitehall im Norden; das Postamt Granvilles ist jedoch das einzige aus dieser Zeit mit fünf Jochen in New York.